# Harnes
Harnes é uma comuna francesa na região administrativa de Altos da França, no departamento de Pas-de-Calais. Estende-se por uma área de 10,76 km². Em 2010 a comuna tinha 12 418 habitantes (densidade: 1 154,1 hab./km²).